# Bon sang ne peut mentir
Pour plus de détails, voir Fiche technique et Distribution.
Bon sang ne peut mentir (titre original : That's My Boy) est un film américain réalisé par Hal Walker, sorti en 1951.

## Synopsis
L'ancien champion de football Jack Jackson (Eddie Mayehoff) a un fils, Junior (Jerry Lewis), délicat, couvé par sa mère. Cela le désespère. Afin de transformer Junior, Jack lui donne, comme camarade, le sportif Billie Baker (Dean Martin). Junior, sans l'avouer, voudrait devenir un champion comme son père, mais se croit incapable d'y parvenir.

## Fiche technique
- Titre : Bon sang ne peut mentir
- Titre original : That's My Boy
- Réalisation : Hal Walker
- Scénario : Cy Howard
- Photographie : Lee Garmes
- Montage : Warren Low
- Musique : Leigh Harline
- Direction artistique : Franz Bachelin et Hal Pereira
- Décors : Sam Comer et Ray Moyer
- Producteurs : Cy Howard, Hal B. Wallis
- Société de production : Paramount Pictures
- Pays de production :  États-Unis
- Langue : anglais
- Genre : Comédie
- Durée : 98 minutes
- Date de sortie : 1951

## Distribution
- Dean Martin : Bill Baker
- Jerry Lewis : 'Junior' Jackson
- Ruth Hussey : Ann Jackson
- Eddie Mayehoff : Jarring Jack Jackson
- Marion Marshall : Terry Howard
- Polly Bergen : Betty 'Babs' Hunter
- Hugh Sanders : Coach Wheeler
- John McIntire : Dr Benjamin Green
- Francis Pierlot : Henry Baker
- Lillian Randolph : May, la servante
- Selmar Jackson : « Doc » Hunter
- Tom Harmon : lui-même
- Palmer Lee : étudiant
- Hazel Boyne : Mlle Johnson

Acteurs non crédités :
- Don Haggerty : Tom, le masseur
- Mickey Kuhn : étudiant